# ОШ „Деспот Стефан” Горњи Степош
ОШ „Деспот Стефан” је основна школа у Горњем Степошу. Налази се на адреси Горњи Степош бб, Горњи Степош. 

## Историјат школе
Одлука о оснивању школа у Горњем Степошу (и Јабланици) донета је 1904. године. 
Први учитељ је био Манојло Голубовић. О томе сведочи наредба министра просвете и црквених послова Ј. М. Жујовића (објављена у Просветном гласнику бр.5, мај 1910. год.). 
Школа је почела са радом 1909. године, у згради трговца кожом Јове Кожара. У тој згради школа је остала све до 1919. године. Садашњи назив носи од 2008. године.
Школа у Јабланици је отпочела са радом школске 1910. год., а први учитељ је био Милан Радојчић. 
Школа у Доњем Степошу је почела са радом 1939/1940. год. у кући Никодија Грујића. Године 1949. направљена је нова школска зграда са четри одељења у источном делу села.
Школа у Наупару основана је 1845. године и је један од најстаријих школских објеката у Расинском округу и под заштитом је државе. Школа је првобитно деловала у оквиру манастира Наупаре. Зграда је сазидана добровољним прилозима мештана села Дворане, Трмчаре, Буци, Ломница, Буковица, Витановац, Јабланица, Купци, Мајдево, Шавране, Горњи Степош и Наупаре.
Промена имена школе 
– Након Другог светског рата школа носи назив ОШ "Радивоје Стојиловић Кића". Школски одбор предлаже и доноси одлуку о промени имена школе у ОШ "Деспот Стефан". Школа добија сагласност министа за промену назива 28.08.2007. год., али како би се испоштовали законски прописи до званичне промене имена школе је дошло 14.08.2008. год. Предлог је усвојен у част Деспота Стефана Лазаревића који је основао манастир Наупаре у чијем је окриљу настала школа

## Активности
- Године 1994. године у школи у Наупару отворена је Прва међународна дечја ликовна колонија „Биберче”.[3][5]
- Обележавање важних јубилеја - 2010. год. централна школа у Горњем Степошу и издвојено одељење у Јабланици обележили су 100 година рада школе, издвојено одељење у Наупару 165 година рада, а издвојено одељење у Доњем Степошу 70 година.[1]
- Дана 12.10.2023. године у подручним одељењима Основне школе „Деспот Стефан“ у селима Јабланица и Наупаре, Спортски савез града Крушевца реализовао је спортско промотивну акцију „Вежбајмо заједно“ као трећу и четвру по реду од 50 планираних.[6]

## Школа данас
У садашњем објекту школа ради од школске 1946/1947. год., а овај објекат је реконструисан 1985. године. Поред матичне школе постоје и издвојена одељења у местима: Јабланица, Доњи Степош и Наупаре. Наставу похађа око 310 ученика. Страни језици који се уче у школи су италијански и енглески језик. У школи је организован продужени боравак за ученике првог и другог разреда.